# René Séjourné
Pour les articles homonymes, voir Séjourné.
René Séjourné, né le 20 mai 1930 à Aviré en Maine-et-Loire et mort le 1er juin 2018 à Angers en Maine-et-Loire, est un évêque français, ancien proche collaborateur du pape Jean-Paul II et évêque émérite de Saint-Flour.

## Biographie
Il est le fils de Joseph Séjourné et de son épouse, Marie Bouillé, et est né dans une fratrie de six enfants.

### Formation
Après être entré au séminaire d'Angers, René Séjourné a poursuivi sa formation à Rome au séminaire français et à l'Université pontificale grégorienne où il a obtenu un doctorat en droit canonique.
Il a été ordonné prêtre le 7 octobre 1955 pour le diocèse d'Angers.

### Principaux ministères
Après avoir été pendant dix ans aumônier du lycée Joachim du Bellay d'Angers, il a été appelé à la Curie romaine comme responsable de la section de langue française à la Secrétairerie d'État, poste qu'il occupe de 1967 à 1990. 
En parallèle de sa mission au Vatican, il est recteur de l’église Saint-Louis-des-Français de 1987 à 1990.
Nommé évêque le 17 juin 1987, il a été consacré le 5 septembre 1987 par le pape Jean-Paul II alors qu’il était au service de la Secrétairerie d'État au Vatican. Le 13 septembre 1990, il a été nommé évêque de Saint-Flour. Il est élu membre du conseil permanent de la conférence des évêques de France en 1993. Il se retire le 16 janvier 2006 de son ministère d'évêque de Saint-Flour à 75 ans, pour raison d’âge. Il meurt le 1er juin 2018 à Angers.